# Pinillos (La Rioja)
Pinillos ist ein Bergort und eine zur bevölkerungsarmen Region der Serranía Celtibérica gehörende Gemeinde (municipio) mit nur noch 19 Einwohnern (Stand: 2024) in der Autonomen Gemeinschaft La Rioja im Norden Spaniens.

## Lage und Klima
Der Ort Pinillos liegt in einem Seitental des Río Iregua gut 40 km (Fahrtstrecke) südwestlich der Provinzhauptstadt Logroño in einer Höhe von ca. 1020 m. Das Klima ist gemäßigt bis warm; Regen (ca. 640 mm/Jahr) fällt hauptsächlich im Winterhalbjahr.

## Bevölkerungsentwicklung
| Jahr      | 1857 | 1900 | 1950 | 1995 | 2018 |
| Einwohner | 147  | 147  | 81   | 31   | 15   |

Infolge der Mechanisierung der Landwirtschaft, der Aufgabe bäuerlicher Kleinbetriebe und des daraus resultierenden geringeren Arbeitskräftebedarfs ist die Einwohnerzahl seit Beginn des 20. Jahrhunderts deutlich zurückgegangen.

## Wirtschaft
Die Gemeinde war jahrhundertelang zum Zweck der Selbstversorgung landwirtschaftlich orientiert, wobei die Viehwirtschaft (Milch, Käse, Fleisch) im Vordergrund stand. Darüber hinaus wurde aus der Schafswolle Kleidung hergestellt. Heute werden vor allem im Sommerhalbjahr Ferienwohnungen oder -häuser (casas rurales) vermietet.

## Geschichte
Keltiberische, römische, westgotische und selbst islamisch-maurische Siedlungsspuren wurden auf dem Gemeindegebiet nicht entdeckt. Das hochgelegene Gebiet diente jahrhundertelang als Sommerweide für Schafe und Ziegen. Eine militärische Rückeroberung (reconquista) durch die Christen fand wohl nicht statt, doch wurde der Platz im Rahmen der Repoblación allmählich besiedelt. Im Mittelalter war die Region zwischen den Königreichen Kastilien und Königreich Navarra umstritten; das Gebiet der Tierra de Cameros gehörte zeitweise zum Besitz des Hauses Lara. Im Jahr 1366 übergab der kastilische König Heinrich von Trastamara etwa 40 Dörfer im Gebiet der Tierra de Cameros an seinen Getreuen Juan de Arellano, dessen Nachfolger, die Condes de Águilar und die Duques de Abrantes, lange Zeit die Grundherren (señores) der Gegend blieben. Nach der Abschaffung aller Grundherrschaften im Jahr 1811 kam Pinillos zur Provinz Soria und im Jahr 1822 zur neugeschaffenen Provinz Logroño, aus der später die Region La Rioja hervorging.

## Sehenswürdigkeiten

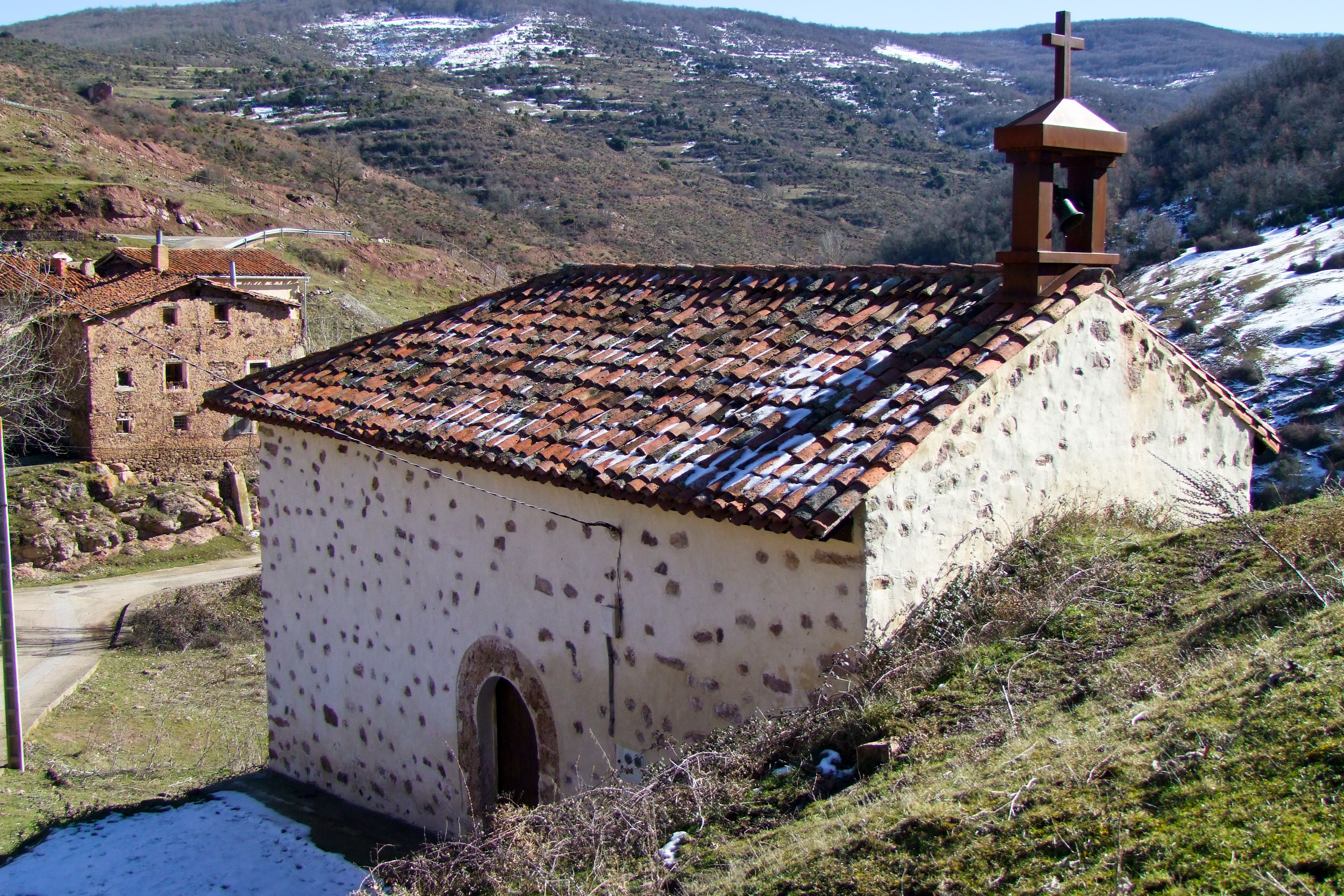
Pinillos – Ermita del Santo Cristo

- Die auf einem Hügel gelegene und größtenteils aus nur wenig behauenen Bruchsteinen (mampostería) erbaute Iglesia de la Asunción ist der Himmelfahrt Mariens geweiht und stammt aus dem 16. Jahrhundert. Sie besitzt einen (stillgelegten) zweigeteilten Glockengiebel (espadaña) und zusätzlich einen im 18. Jahrhundert ergänzten Glockenturm (campanarrio).[4]
- Die älteren Häuser des Ortes bestehen aus Bruchsteinen, haben aber oft Aufbauten aus Fachwerk mit Lehmfüllungen.
- Die Ermita del Santo Cristo steht an einem Berghang im Ort.[5]

Umgebung
- Die in Ruinen liegende Ermita de San Roque befindet sich etwa 2 km außerhalb des Ortes.[6]